# Tjust IF BF
Tjust IF BF är en bandyklubben inom Tjust IF i Gamleby två mil norr om Västervik. Klubben bildades år 2007, och är en sammanslagning av Gamleby IF och AG90 som i sin tur var en sammanslagning av Gunnebo IF och Ankarsrums IS. Hemmamatcherna spelas på Tjustvallen. 
Tjust IF BF spelade säsongen 2007/2008 i Allsvenskan, som då blivit näst högsta division, då Kållands BK drog sig ur. Säsongen 2008-2009 föll man dock ur Allsvenskan, och ner till Division 1. Säsongen 2013-2014 spelar man åter i Allsvenskan.